# Tropiques criminels
Tropiques criminels est une série télévisée policière française diffusée depuis le 22 novembre 2019 sur la chaine France 2,,, et depuis la saison 2 en avant première sur la plateforme Salto.
Au Québec, elle est diffusée sur Évasion depuis le 19 août 2021. La troisième saison est diffusée depuis le 28 avril 2022, avant sa sortie en France.  Elle sera diffusée à partir de la saison 1 sur Radio-Canada dès le 3 juin 2024.

## Synopsis
La commandante Mélissa Sainte-Rose, originaire de la Martinique, est mutée de la métropole à Fort-de-France. Elle fait équipe avec la capitaine Crivelli. Les rapports sont tendus entre les deux policières. Elles sont totalement différentes dans leur comportement, mais complémentaires pour la résolution des meurtres.

## Distribution

### Personnages principaux et secondaires

#### Équipe Mélissa Sainte-Rose
- Sonia Rolland : commandante Mélissa Sainte-Rose
- Béatrice de La Boulaye : capitaine Gaëlle Crivelli
- Julien Béramis : lieutenant Aurélien Charlery

#### Commissaire
- Stéphan Wojtowicz : Alain Etcheverry

#### Responsable de l'identité judiciaire
- Valentin Papoudof : Philippe Dorian dit "Phil"

#### Procureur
- Xavier Robic : Alexandre Peskine, substitut du procureur (saison 2, épisodes 5 à 8)

#### Famille Mélissa Sainte-Rose
- Antoinette Giret : Chloé, fille de Melissa
- Benjamin Douba-Paris : Lucas, fils de Mélissa
- Mark Grosy : Gaëtan Coste, amant de Mélissa (saison 2)
- Arié Elmaleh : Franck, ex-mari de Mélissa, père de Chloé et Lucas, et ancien amant de Gaëlle (saisons 2 et 3)
- Rémi Pedevilla : Christopher Delval, amant de Mélissa et professeur de français de Lucas (saison 1)
- Firmine Richard : Clarisse, grand mère de Mélissa (saison 5)
- Daniely Francisque : Léonie, la tante de Mélissa (saison 2, 3 et 6)
- Joffrey Platel : Pascal, ex petit ami de Mélissa (saison 4)
- Stany Coppet : Cyril Aubrun, ex petit ami de Mélissa (saison 3 et 4)
- Guillaume Gabriel : Arnaud, petit ami de Mélissa (depuis la saison 5)
- Meylie Vignaud Pilarski : Océane, fille d'Arnaud (saison 6)

#### Famille Gaëlle Crivelli
- Manoëlle Gaillard : mère de Gaëlle (saison 2, épisodes 2, 3 et 4)
- Yoli Fuller : Baptiste Sorel, amant puis époux de Gaëlle et ami de Phil (saisons 2 et 3)
- Paul Lefèvre : Lionel Alzan, ex-compagnon de Gaëlle et avocat (saison 1)
- Clément Aubert : Mathieu Laurentin, amant de Gaëlle (saison 1)
- Jean-Michel Noirey : Bruno Crivelli, père de Gaëlle (saison 4, épisode 7)
- Tya Deslauriers : Thaïs, adolescente recueillie par Gaëlle (depuis la saison 4)

### Invités
- Maéva El Aroussi : Jade Fidelin (saison 1, épisode 4)
- Rémi Pedevilla : Christopher Delval
- Marie-Christine Adam : Isabelle
- Pascal Elso : Jean Ferville
- Jean-Michel Martial : Grégory Perroa
- Charlotte Deysine : Laure
- Catherine Hosmalin : Sabine
- Sophie Le Tellier : Carole Sandiaye
- Diouc Koma : Patrice Delysse
- Anne Caillon : Agnès Ferrand
- Ricky Tribord : Manu Esquerre
- Catherine Davenier : Véro
- Alexandre Brasseur : Laurent Lebrun (saison 2, épisode 1)
- Tom Hudson : Yoann Lebrun (saison 2, épisode 1)
- Dominik Bernard : Samuel (saison 2, épisode 1)
- Clémentine Justine : Suzy Estier (saison 2, épisode 2)
- Tatiana Gousseff : Élisabeth Castan (saison 2, épisode 2)
- Claire Magnin : Suzanne, retraitée au refuge (saison 2, épisode 2)
- Nadège Beausson-Diagne : Élise Berthier (saison 2, épisode 3)
- Olivier Cabassut : Gilles Garcin (saison 2, épisode 3)
- Daniely Francisque : Tante Léonie (saison 2, épisode 4)
- Cyrielle Voguet : Jeanne (saison 2, épisode 4)
- David Baiot : Rudy (saison 2, épisode 5)
- Dorylia Calmel : Oriane (saison 2, épisode 5)
- Moussa Sylla : Boris (saison 2, épisode 5)
- Pierre Diot : le père d'Olivier (saison 2, épisode 7)
- Denis Maréchal : Emmanuel Briant (saison 2, épisode 7)
- Francis Perrin : Hector Michel (saison 3, épisode 1)
- Édouard Montoute : 
  - Commandant Thibault Lebrac (saison 3, épisode 1)
  - Commissaire Thibault Lebrac (saison 6, épisode 5, 6)
- Hector Langevin : Aymeric (saison 3, épisode 1)
- Gaya Verneuil : Cathy (saison 3, épisode 1)
- Catalina Denis : Gabriella Barnabé (saison 3, épisode 2)
- Sara Mortensen : Sandra Gauthier (saison 3, épisode 3)
- Frédéric Bouraly : Père Bellevue (saison 3, épisode 5)
- Jimmy Jean-Louis : Capitaine Clément Galpin (saison 3, épisode 7)
- Jean-Baptiste Shelmerdine : Raphaël (saison 5, épisode 1, 2)

## Production

### Fiche technique
- Réalisation : Stéphane Kappes, Denis Thybaud (saison 1), Denis Thybaud (saison 2, ép. 1 à 4), Lionel Chatton (saison 2, ép. 5 à 8), Denis Thybaud (saison 3, ép. 1 à 4), Floriane Crépin (saison 3, ép. 5 à 8)
- Création : Éric Eider, Ivan Piettre, Thierry Sorel
- Musique : Arno Alyvan, Simon Delguste
- Production : Fédération Entertainment, France Télévisions
- Pays de production :  France
- Langue originale : français

### Tournage
Le tournage de la saison 1 a eu lieu du 10 avril au 24 juillet 2019 en Martinique.
Le tournage de la saison 2 a eu lieu du 6 juillet au 23 octobre 2020 en Martinique.
Le tournage de la saison 3 a eu lieu du 26 avril au 12 août 2021 en Martinique,.
Le tournage de la saison 4 a eu lieu du 6 avril au 22 juillet 2022 en Martinique à Sainte-Luce,,.
Le tournage de la saison 5 a eu lieu du 12 avril au 21 juillet 2023 en Martinique.
Le tournage de la saison 6 a eu lieu de mars à juillet 2024 en Martinique.
Le tournage de la saison 7 aura lieu d'avril à juillet 2025 en Martinique.

## Commentaires
Le contexte géographique et humain n'est pas sans rappeler la série franco-britannique Meurtres au paradis : enquêtes sur des assassinats se déroulant à Sainte Marie, une île fictive des Antilles ou encore O.P.J. qui se passe à La Réunion. Vies sentimentales et familiales des deux principaux protagonistes, mêlées au déroulement de leurs investigations,.

## Diffusion
| Saison | Nombre d'épisodes | Horaire            | Diffusion         | Diffusion        |
| Saison | Nombre d'épisodes | Horaire            | Début de saison   | Fin de saison    |
| ------ | ----------------- | ------------------ | ----------------- | ---------------- |
| 1      | 8                 | Vendredi à 21 h 5  | 22 novembre 2019  | 13 décembre 2019 |
| 2      | 8                 | Vendredi à 21 h 5  | 19 février 2021   | 19 mars 2021     |
| 3      | 8                 | Vendredi à 21 h 10 | 30 septembre 2022 | 11 novembre 2022 |
| 4      | 8                 | Vendredi à 21 h 10 | 19 mai 2023       | 30 juin 2023     |
| 5      | 8                 | Vendredi à 21 h 10 | 3 mai 2024        | 7 juin 2024      |
| 6      | 8                 | Vendredi à 21 h 10 | 14 mars 2025      | 2 mai 2025       |

## Liste des épisodes

### Première saison (2019)
1. Les Anses d'Arlet
2. La Cherry
3. Forêt de Reculée
4. Trenelle Citron
5. Anse Caffard
6. Balata
7. Le Diamant
8. Grande Anse

### Deuxième saison (2021)
La saison 2 a été diffusée sur France 2 à partir du 19 février 2021.
1. Sainte-Luce
2. Les Salines
3. Fond banane
4. Cap chevalier
5. Goa Beach
6. Anse Michel
7. Schoelcher
8. La Baie du Marin

### Troisième saison (2022)
1. Case-Pilote
2. Les Trois-Îlets
3. Gros Raisins
4. La Trinité
5. Chateauboeuf
6. Ducos
7. La Baie des Anglais
8. Sainte Anne

### Quatrième saison (2023)
1. Le Lamentin
2. La Pagerie
3. Ravine touza
4. Figuier maudit
5. Fort De France
6. Rivière pilote
7. O’Mullane
8. Canal Cocotte

### Cinquième saison (2024)
1. Cœur Bouliki
2. La Lézarde
3. Pointe du Bout
4. Morne Gommier
5. Pointe Simon
6. Pointe des Cerisiers
7. Cap Macré
8. Petite Anse

### Sixième saison (2025)
1. Rivière Salée
2. Anse Mitan
3. Anse Désert
4. Pointe Vatable
5. Poirier
6. Tivoli
7. Saint Laurent
8. Bô Kannal

## Accueil

### Audiences
(avril 2021).
- Le plus haut chiffre d'audience
- Le plus bas chiffre d'audience

| saison | Nombre d'épisodes | Audience (en millions) | Audience (en millions) | Audience (en millions) | Audience (en millions) | Audience (en millions) | Audience (en millions) | Audience (en millions) | Audience (en millions) | Audience (en millions) | Audience (en millions) | Audience (en millions) | Audience (en millions) | Audience (en millions) | Source |
| saison | Nombre d'épisodes | E1                     | E2                     | E3                     | E4                     | E5                     | E6                     | E7                     | E8                     | Première               | Finale                 | Moyenne                | Minimum                | Maximum                | Source |
| ------ | ----------------- | ---------------------- | ---------------------- | ---------------------- | ---------------------- | ---------------------- | ---------------------- | ---------------------- | ---------------------- | ---------------------- | ---------------------- | ---------------------- | ---------------------- | ---------------------- | ------ |
| 1      | 8                 | 4,56                   | 3,98                   | 4,06                   | 3,62                   | 3,90                   | 3,62                   | 3,83                   | 3,61                   | 4,56                   | 3,61                   | 3,90                   | 3,61                   | 4,56                   | ,      |
| 2      | 8                 | 4,77                   | 3,99                   | 4,48                   | 3,84                   | 3,62                   | 4,26                   | 4,64                   | 4,52                   | 4,77                   | 4,52                   | 4,26                   | 3,62                   | 4,77                   | ,      |
| 3      | 8                 | 4,87                   | 4,23                   | 4,04                   | 4,68                   | 4,77                   | 4,62                   | 4,91                   | 4,61                   | 4,87                   | 4,61                   | 4,59                   | 4,04                   | 4,91                   | ,      |
| 4      | 8                 | 4,52                   | 4,18                   | 4,09                   | 4,07                   | 4,16                   | 4,05                   | 3,96                   | 3,80                   | 4,52                   | 3,80                   | 4,10                   | 3,80                   | 4,52                   | ,      |
| 5      | 8                 | 4,78                   | 4,06                   | 4,04                   | 3,26                   | 4,30                   | 4,31                   | 3,97                   | 3,62                   | 4,78                   | 3,62                   | 4,04                   | 3,26                   | 4,78                   | ,      |
| 6      | 8                 | 4,33                   | 3,92                   | 4,10                   | 3,92                   | 3,83                   | 3,79                   | 3,90                   | 3,54                   | 4,33                   | 3,54                   | 3,92                   | 3,79                   | 4,33                   | ,      |

### Réception critique
Pour Moustique, « Cette production en huit épisodes tire sur toutes les ficelles d'une série policière classique. Ce qui n'empêchera pas les amateurs du genre d'y trouver leur compte. ».
Dans le Parisien, Marie Poussel déplore le manque d'originalité de la série : « Revoilà donc une énième version du classique duo que tout oppose, donnant lieu à des scènes de comique de situation ». Elle trouve cependant qu'elle a « le mérite de tenir en haleine les fans de séries policières en manque de beaux paysages ».
Toujours dans le Parisien, Yves Jaeglé quant à lui trouve que « c’est une petite série dont on parle peu mais que l’on regarde beaucoup » et qu'elle « combine le charme de la Martinique et d’un duo de femmes qui la joue un peu « Amicalement vôtre » ».